# Kasteel van Jehay

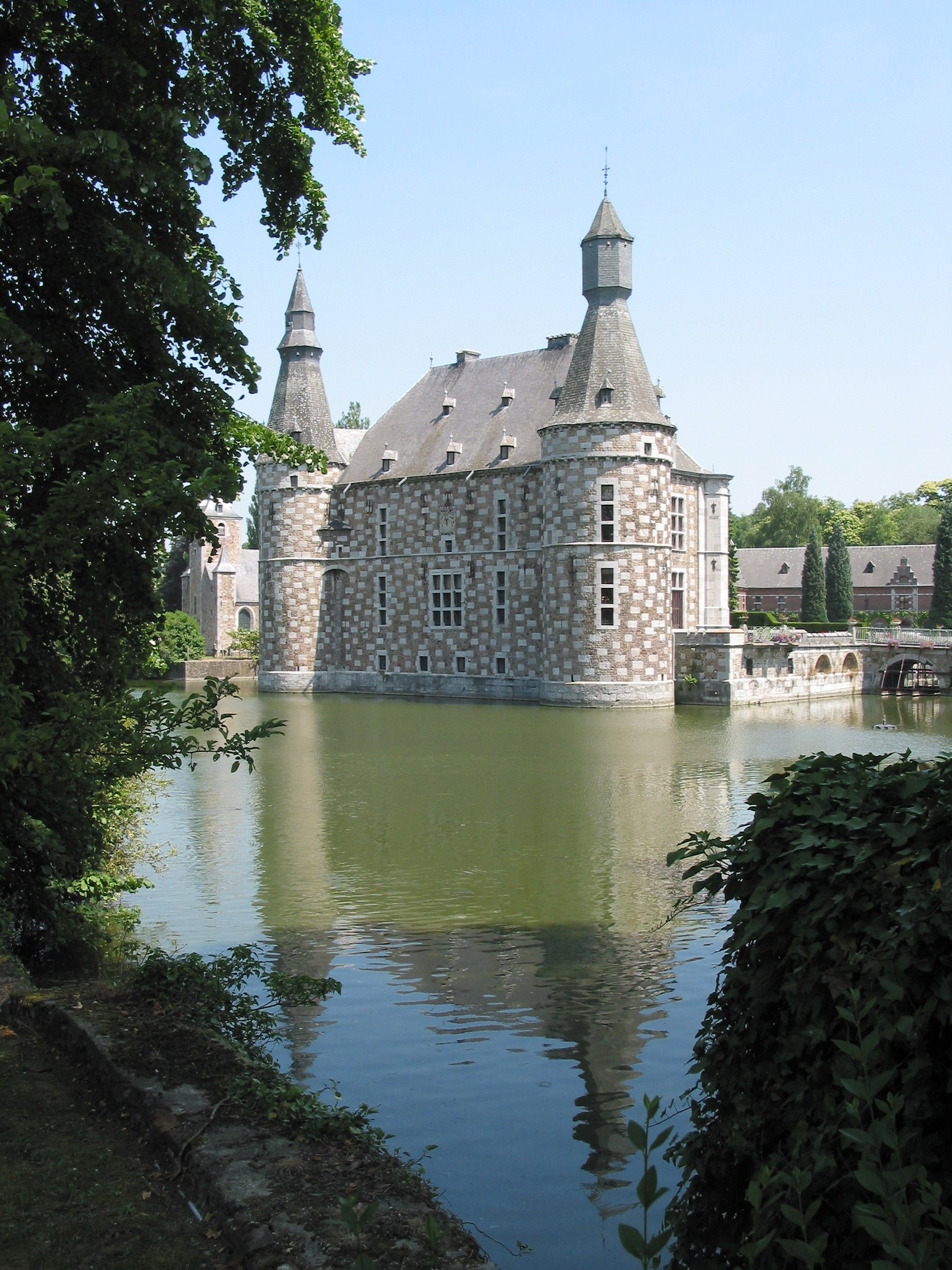
Kasteel van Jehay

Het Kasteel van Jehay is een kasteel in de tot de Luikse gemeente Amay behorende plaats Jehay.
Het kasteel bestaat uit muren van kalksteen en bruin zandsteen en bevat peperpotvormige torens. Het werd gesticht in de 11e eeuw, maar het gebouw dateert grotendeels uit de 16e eeuw en heeft een renaissancistische uitstraling.
Oorspronkelijke stond er een Keltisch gebouw, nadien een Romeins kamp. Eind 15e eeuw werd Quentin de Towin heer van het kasteel. In 1483 doodde Willem I van der Marck Lumey Quentin de Towin. Het kasteel werd tussen 1483 en 1492 verder zwaar beschadigd door de doorlopende conflicten tussen de familie De Towin en Van der Marck.
Jean Holman de Sart, kleinzoon van Quentin de Towin, en zijn vrouw Marguerite de La Falloise begonnen de renovatie van het kasteel. Door het huwelijk van Jeanne Holman de Sart met Arnould de Mérode, heer van Goetsenhoven (bij Tienen) (overleden in 1576) in 1567, kwam het kasteel en het domein in handen van de familie de Mérode. Gedurende de 16e en 17e eeuw verbouwde deze familie het kasteel tot zijn huidige vorm.
In 1720 kocht Lambert van den Steen (1664-1757) het kasteel, het domein en de titel van graaf Jean-Charles-Joseph de Mérode. Graaf Guy Van den Steen (1905-1999), de laatste eigenaar, was beeldhouwer, en toen hij het kasteel naliet aan de provincie Luik was dat inclusief een aantal van zijn beelden, met name bronzen naakte vrouwenfiguren. Verder zijn er wandtapijten, meubels, aardewerk, zilver, kaarten, handschriften en archeologische vondsten.